# Фулда (Минесота)
Фулда (енгл. Fulda) град је у америчкој савезној држави Минесота.

## Демографија
По попису из 2010. године број становника је 1.318, што је 35 (2,7%) становника више него 2000. године.
| Група             | 2000.         | 2010.         |
| Белци             | 1.224 (95,4%) | 1.195 (90,7%) |
| Афроамериканци    | 1 (0,1%)      | 11 (0,8%)     |
| Азијати           | 3 (0,2%)      | 55 (4,2%)     |
| Хиспаноамериканци | 42 (3,3%)     | 44 (3,3%)     |
| Укупно            | 1.283         | 1.318         |